# Frank M. Robinson
Frank Malcolm Robinson (* 9. August 1926 in Chicago, Illinois; † 30. Juni 2014 in San Francisco, Kalifornien) war ein US-amerikanischer Science-Fiction-Schriftsteller.

## Leben
Frank M. Robinson wurde nach der Schule und verschiedenen Bürojobs zur U.S. Navy eingezogen und diente dort bis nach Kriegsende als Radartechniker. Nach dem Krieg studierte er Physik am Beloit College, Wisconsin, wo er 1950 mit einem Phi Beta Kappa-Bachelor abschloss. Weil er keinen Job fand, in dem er vom Schreiben leben konnte, meldete er sich freiwillig zurück und nahm am Koreakrieg teil. Zu dieser Zeit begann er seine ersten SF-Erzählungen zu verfassen und veröffentlichte 1950 seine erste Story in dem Magazin Astounding. Nachdem er aus dem Krieg zurückgekehrt war, studierte er Journalismus an der Northwestern University in Evanston, Illinois, wo er 1955 den Master machte. Ab 1955 arbeitete Robinson für die Sonntagszeitung Family Weekly und von 1956 an für den Science Digest. 1959 wechselte er zum Männermagazin Rogue, ging 1965 zu Cavalier und 1969 zum Playboy, den er 1973 verließ, um sich nur noch dem Schreiben zu widmen. In den 1970ern war Robinson nach seinem Umzug nach San Francisco auch Redenschreiber für Harvey Milk und hatte in der Filmbiographie Milk von 2008 einen Cameo-Auftritt als er selbst.
Sein erster Roman The Power (1956) wurde unter demselben Titel 1968 von Byron Haskin nach einem Drehbuch von John Gay verfilmt (deutscher Titel: Die sechs Verdächtigen). Er veröffentlichte weitere Thriller mit SF-Elementen, einige zusammen mit Thomas N. Scortia. Einer ihrer größten Erfolge war The Glass Inferno, sehr erfolgreich als Flammendes Inferno verfilmt. Ein zweites Gemeinschaftswerk The Gold Crew wurde unter dem Titel The Fifth Missile (1986) für das Fernsehen verfilmt. 
Robinson war ein anerkannter Sammler und Experte für die Science-Fiction der Pulp-Magazine. Als solcher erhielt er 2008 den First Fandom Sam Moskowitz Archive Award. Als Mitglied des First Fandom wurde er schon 2001 in die First Fandom Hall of Fame aufgenommen. Er war auch Autor mehrerer Bücher über die Literatur und SF-Kunst der Pulp-Ära. Seine SF-Geschichte Science Fiction of the 20th Century wurde 2000 sowohl mit dem Hugo Award als auch dem Locus Award ausgezeichnet. In Würdigung der unkonventionellen Aspekte seiner SF erhielt er 2004 den Emperor Norton Award und als LGBT-Autor 1992 den Lambda Literary Award für The Dark Beyond the Stars. Postum erhielt er 2018 den Cordwainer Smith Rediscovery Award für Schriftsteller, die neue Aufmerksamkeit verdienen.

## Bibliografie
Romane
- The Power (1956)
  - Deutsch: Die gnadenlose Macht. Übersetzt von M. F. Arnemann. Pabel (Utopia Grossband #111), 1959. Auch als: Die lautlose Macht. Ullstein Science Fiction & Fantasy #31037, 1982, ISBN 3-548-31037-0.
- The Glass Inferno (1974, mit Thomas N. Scortia)
  - Deutsch: Inferno. Übersetzt von Heinz Nagel. Herbig, 1975, ISBN 3-7766-0730-0.
- The Prometheus Crisis (1975, mit Thomas N. Scortia)
  - Deutsch: Reaktor XZ 519. Übersetzt von Heinz Nage. Herbig, 1976, ISBN 3-7766-0782-3.
- The Nightmare Factor (1978, mit Thomas N. Scortia)
- The Gold Crew (1980, mit Thomas N. Scortia)
- The Great Divide (1982, mit John Levin)
- Blow-Out! (1987, mit Thomas N. Scortia)
- The Dark Beyond the Stars (1991)
  - Deutsch: Die Dunkelheit jenseits der Sterne. Heyne Science Fiction & Fantasy #5376, 1999, ISBN 3-453-14013-3.
- Waiting (1999)
- The Donor (2004)

Sammlungen
- A Life in the Day of … and Other Short Stories (1981)
- Through My Glasses Darkly (2002)

Kurzgeschichten
- The Maze (1950)
- The Santa Claus Planet (1951)
- Situation Thirty (1951)
- The Reluctant Heroes (1951)
- Two Weeks in August (1951)
- Beyond the Ultra-Violet (1951)
- “Good Luck, Columbus!” (1951)
- The Fire and the Sword (1951)
  - Deutsch: Das Feuer, das Schwert und das Paradies. In: Walter Ernsting (Hrsg.): Galaxy 7. Heyne (Heyne Science Fiction & Fantasy #3085), 1966.
- Untitled Story (1951)
- You’ve Got to Believe (1951)
- The Hunting Season (1951)
- The Girls from Earth (1952)
- Viewpoint (1953)
- The Night Shift (1953)
  - Deutsch: Herrscher der Nacht. In: G. M. Schelwokat (Hrsg.): 7 Werwolf-Stories. Heyne (Heyne-Anthologien #27), 1968.
- Muscle Man (1953)
- Quiz Game (1953)
  - Deutsch: Frage- und Antwortspiel. In: Hans Stefan Santesson (Hrsg.): Die heimlichen Invasoren. Moewig (Terra Nova #165), 1971.
- The Day the World Ended (1953)
- Decision (1953)
- Guaranteed – Forever! (1953)
- The Siren Sounds at Midnight (1953)
- Planted! (1953, auch als The Observe, 2003)
- Quarter in the Slot (1954)
- The Lonely Man (1954)
- The Worlds of Joe Shannon (1954)
- One Thousand Miles Up (1954, als Robert Courtney)
- The Oceans Are Wide (1954)
  - Deutsch: Die Meere sind weit. In: Charles G. Waugh, Martin Harry Greenberg, Isaac Asimov (Hrsg.): Sternenschiffe (1). Ullstein (Ullstein Science Fiction & Fantasy #31144), 1987, ISBN 3-548-31144-X.
- The Dead End Kids of Space (1954)
- Cosmic Saboteur (1955)
- Dream Street (1955)
- Four Hours to Eternity (1955, als S. M. Tenneshaw)
- You Don’t Walk Alone (1955)
- Wanted: One Sane Man (1955)
- A Rover I Will Be (1960, als Robert Courtney und Frank M. Robinson)
- The Wreck of the Ship John B. (1967)
- A Life in the Day Of ... (1969)
- “East Wind, West Wind” (1972)
  - Deutsch: Ostwind, Westwind. In: Harry Harrison (Hrsg.): Nova 2. Bastei Lübbe (Bastei Lübbe Science Fiction Taschenbuch #21040), 1973, ISBN 3-404-09922-2.
- Downhill All the Way (1974)
- Merry Christmas, No. 30267 (1993)
- The Greatest Dying (1993)
- 1969 Hail, Hail, Rock and Roll (1994)
- Dealer’s Choice (1994)
- Hail, Hail, Rock and Roll (1994)
- One Month in 1907 (1994)
- The Phantom of the Barbary Coast (1995)
- Causes (1997)
- Love Story (2003)
- The Errand Boy (2010)

Sachliteratur
- Pulp Culture: The Art of Fiction Magazines (1998, mit Lawrence Davidson)
- Science Fiction of the 20th Century: An Illustrated History (1999, mit John Gunnison, auch als Book of Science Fiction, 2002)
- The Incredible Pulps : A Gallery of Fiction Magazine Art (2006)
- Not So Good a Gay Man (2017)